# Eleições estaduais no Rio Grande do Sul em 1966
As eleições estaduais no Rio Grande do Sul em 1966 aconteceram em duas etapas conforme previa o Ato Institucional Número Três e assim a eleição indireta do governador Peracchi Barcelos ocorreu em 3 de setembro e a escolha do senador Guido Mondin, 29 deputados federais e 55 estaduais se deu em 15 de novembro a partir de um receituário aplicado aos 22 estados e aos territórios federais do Amapá, Rondônia e Roraima.
Os lances para a sucessão estadual foram deflagrados em junho de 1966 quando vinte e nove deputados estaduais do MDB e dois arenistas, lançaram o advogado Rui Cirne Lima, professor da Universidade Federal do Rio Grande do Sul e então secretário de Fazenda. Entretanto o apoio oposicionista ao referido nome desagradou ao presidente Castelo Branco cujos movimentos acabaram por ungir o nome de Peracchi Barcelos a quem o presidente nomeara ministro do Trabalho, contudo a vitória deste sobre Tarso Dutra na convenção da ARENA só garantiu a sua ascensão ao Palácio Piratini graças à pressão de Brasília que cassou sete oposicionistas sem efetivar os suplentes e impôs a fidelidade partidária, fato que levou à desistência de Rui Cirne Lima. Mesmo livre de embaraços, o nome de Peracchi Barcelos foi aprovado apenas em segundo escrutínio quando foi atingindo o quórum necessário após a redução do número de votantes para quarenta e oito após as cassações. Dentre os parlamentares governistas, vinte e três apoiaram o governador eleito e três votaram em branco enquanto os vinte e dois deputados de oposição não compareceram para votar.
Nascido em Porto Alegre, o governador Peracchi Barcelos ingressou na Brigada Militar do Rio Grande do Sul aos quinze anos de idade assumindo o comando da mesma no governo Walter Jobim. Filiado ao PSD, elegeu-se deputado estadual em 1950 e 1954 e perdeu a eleição para governador do Rio Grande do Sul para Leonel Brizola em 1958. Eleito deputado federal em 1962, chegou ao Ministério do Trabalho à 7 de dezembro de 1965 e lá ficou até ser escolhido governador pelo presidente Castelo Branco e referendado pela ARENA. O cargo de vice-governador não foi preenchido devido à inexistência do mesmo.
Como se não bastasse forçar a eleição do governador a ARENA venceu a disputa para senador graças ao artifício das sublegendas onde seria eleito aquele cujo partido obtivesse a maior soma de votos independente do desempenho individual dos candidatos, mecanismo que invalidou a preferência do eleitorado pelo oposicionista Siegfried Heuser e permitiu a reeleição de Guido Mondin graças ao desempenho do triunvirato que defendia o partido governista. Formado em Economia pela Pontifícia Universidade Católica do Rio Grande do Sul ele nasceu em Porto Alegre, é empresário e fez carreira no PRP elegendo-se deputado estadual em 1950, suplente de deputado federal em 1954 e a seguir vice-prefeito de Caxias do Sul antes de conquistar seu primeiro mandato de senador em 1958.

## Resultado da eleição para governador
Eleição realizada pela Assembleia Legislativa do Rio Grande do Sul. O percentual levou em conta apenas os votos válidos.
| Candidatos a governador do estado | Candidatos a vice-governador | Número | Coligação             | Votação | Percentual |
| --------------------------------- | ---------------------------- | ------ | --------------------- | ------- | ---------- |
| Peracchi Barcelos ARENA           | Cargo inexistente -          | -      | ARENA (sem coligação) | 23      | 100%       |
| Fontes:                           |                              |        |                       |         |            |

## Resultado da eleição para senador
Dados fornecidos pelo Tribunal Regional Eleitoral do Rio Grande do Sul informam a ocorrência de 1.352.758 votos nominais (85,70%), 155.778 votos em branco (9,87%) e 69.979 votos nulos (4,43%) resultando no comparecimento de 1.578.515 eleitores.
| Candidatos a senador da República | Primeiro suplente de senador | Número | Coligação             | Votação | Percentual |
| --------------------------------- | ---------------------------- | ------ | --------------------- | ------- | ---------- |
| Siegfried Heuser MDB              | Hermes Sousa MDB             | -      | MDB (sem coligação)   | 638.140 | 48,69%     |
| Guido Mondin ARENA                | Naziazeno de Almeida ARENA   | -      | ARENA (em sublegenda) | 322.901 | 24,64%     |
| Sinval Guazzelli ARENA            | Jaime Tavares ARENA          | -      | ARENA (em sublegenda) | 206.917 | 15,79%     |
| Mário Mondino ARENA               | Lucy Monteiro ARENA          | -      | ARENA (em sublegenda) | 142.662 | 10,88%     |
| Fontes:                           |                              |        |                       |         |            |

## Deputados federais eleitos
| Resumo (por partido) | Resumo (por partido) | Resumo (por partido) | Resumo (por partido) | Resumo (por partido) |
| Partido              | Partido              | Votos                | %                    | Deputados            |
| -------------------- | -------------------- | -------------------- | -------------------- | -------------------- |
|                      | MDB                  | 693.998              | 51,3 / 100,0         | 15 / 29              |
|                      | ARENA                | 658.760              | 48,7 / 100,0         | 14 / 29              |
| Votos válidos        | Votos válidos        | 1.352.758            | 100,0 / 100,0        |                      |
| Votos válidos        | Votos válidos        | 1.352.758            | 85,7 / 100,0         |                      |
| Votos em branco      | Votos em branco      | 155.778              | 9,9 / 100,0          |                      |
| Votos nulos          | Votos nulos          | 69.979               | 4,4 / 100,0          |                      |
| Comparecimento       | Comparecimento       | 1.578.515            | 100,0 / 100,0        |                      |

São relacionados os candidatos eleitos com informações complementares da Câmara dos Deputados.
| Deputados federais eleitos | Partido | Votação | Percentual | Cidade onde nasceu     | Unidade federativa |
| Floriceno Paixão           | MDB     | 78.752  |            | Taquara                | Rio Grande do Sul  |
| Tarso Dutra                | ARENA   | 65.468  |            | Porto Alegre           | Rio Grande do Sul  |
| Brito Velho                | ARENA   | 60.288  |            | Porto Alegre           | Rio Grande do Sul  |
| Alberto Hoffmann           | ARENA   | 54.844  |            | Ijuí                   | Rio Grande do Sul  |
| Antônio Bresolin           | MDB     | 54.037  |            | Cruz Alta              | Rio Grande do Sul  |
| Lauro Leitão               | ARENA   | 46.890  |            | Soledade               | Rio Grande do Sul  |
| Mariano Beck               | MDB     | 44.050  |            | Santa Maria            | Rio Grande do Sul  |
| Adílio Viana               | MDB     | 41.451  |            | Rio Grande             | Rio Grande do Sul  |
| Ary Alcântara              | ARENA   | 35.301  |            | Pelotas                | Rio Grande do Sul  |
| Amaral de Souza            | ARENA   | 32.334  |            | Palmeira das Missões   | Rio Grande do Sul  |
| Euclides Triches           | ARENA   | 31.265  |            | Caxias do Sul          | Rio Grande do Sul  |
| Clóvis Pestana             | ARENA   | 29.129  |            | Porto Alegre           | Rio Grande do Sul  |
| Matheus Schmidt            | MDB     | 27.640  |            | Santa Cruz do Sul      | Rio Grande do Sul  |
| Arnaldo Prieto             | ARENA   | 27.621  |            | São Francisco de Paula | Rio Grande do Sul  |
| Henrique Henkin            | MDB     | 27.432  |            | Quatro Irmãos          | Rio Grande do Sul  |
| Jairo Brum                 | MDB     | 26.444  |            | Guaporé                | Rio Grande do Sul  |
| Unírio Machado             | MDB     | 25.816  |            | Santo Ângelo           | Rio Grande do Sul  |
| Aldo Fagundes              | MDB     | 25.815  |            | Alegrete               | Rio Grande do Sul  |
| Arlindo Kunzler            | ARENA   | 25.548  |            | Montenegro             | Rio Grande do Sul  |
| José Mandelli Filho        | MDB     | 25.509  |            | Bento Gonçalves        | Rio Grande do Sul  |
| Caruso da Rocha            | MDB     | 25.170  |            | Porto Alegre           | Rio Grande do Sul  |
| Flores Soares              | ARENA   | 24.536  |            | Porto Alegre           | Rio Grande do Sul  |
| Norberto Schmidt           | ARENA   | 24.030  |            | Santa Cruz do Sul      | Rio Grande do Sul  |
| Daniel Faraco              | ARENA   | 24.022  |            | Florianópolis          | Santa Catarina     |
| Vasco Amaro                | ARENA   | 22.855  |            | Pelotas                | Rio Grande do Sul  |
| Vítor Issler               | MDB     | 21.307  |            | Passo Fundo            | Rio Grande do Sul  |
| Zaire Nunes                | MDB     | 19.148  |            | Taquara                | Rio Grande do Sul  |
| Nadir Rosseti              | MDB     | 19.023  |            | São Francisco de Paula | Rio Grande do Sul  |
| Paulo Brossard             | MDB     | 19.014  |            | Bagé                   | Rio Grande do Sul  |

## Deputados estaduais eleitos
| Resumo (por partido) | Resumo (por partido) | Resumo (por partido) | Resumo (por partido) | Resumo (por partido) |
| Partido              | Partido              | Votos                | %                    | Deputados            |
| -------------------- | -------------------- | -------------------- | -------------------- | -------------------- |
|                      | MDB                  | 694.970              | 51,3 / 100,0         | 28 / 55              |
|                      | ARENA                | 675.957              | 48,7 / 100,0         | 27 / 55              |
| Votos válidos        | Votos válidos        | 1.370.927            | 100,0 / 100,0        |                      |
| Votos válidos        | Votos válidos        | 1.370.927            | 86,8 / 100,0         |                      |
| Votos em branco      | Votos em branco      | 137.244              | 8,7 / 100,0          |                      |
| Votos nulos          | Votos nulos          | 70.344               | 4,5 / 100,0          |                      |
| Comparecimento       | Comparecimento       | 1.578.515            | 100,0 / 100,0        |                      |

Das 55 cadeiras da Assembleia Legislativa do Rio Grande do Sul o MDB conquistou 28 contra 27 da ARENA.
| Deputados estaduais eleitos | Partido | Votação | Percentual | Cidade onde nasceu   | Unidade federativa |
| Terezinha Irigaray          | MDB     | 51.462  |            | São Gabriel          | Rio Grande do Sul  |
| Pedro Simon                 | MDB     | 34.412  |            | Caxias do Sul        | Rio Grande do Sul  |
| Fernando Gonçalves          | ARENA   | 26.598  |            | Palmeira das Missões | Rio Grande do Sul  |
| Solano Borges               | ARENA   | 25.654  |            | Santa Maria          | Rio Grande do Sul  |
| Alexandre Machado           | ARENA   | 25.599  |            | Arroio Grande        | Rio Grande do Sul  |
| Celestino Goulart           | ARENA   | 20.795  |            | Bagé                 | Rio Grande do Sul  |
| Getúlio Marcantônio         | ARENA   | 19.860  |            | Canoas               | Rio Grande do Sul  |
| Pedro Anschau               | ARENA   | 19.585  |            | Três Passos          | Rio Grande do Sul  |
| Alfredo Hofmeister          | ARENA   | 18.253  |            | Guaíba               | Rio Grande do Sul  |
| Ari Delgado                 | ARENA   | 17.985  |            | Itacurubi            | Rio Grande do Sul  |
| Harry Sauer                 | MDB     | 17.342  |            | Taquara              | Rio Grande do Sul  |
| Hed Santos Borges           | ARENA   | 17.252  |            | Soledade             | Rio Grande do Sul  |
| Antonino Fornari            | ARENA   | 17.153  |            | Triunfo              | Rio Grande do Sul  |
| Celso Testa                 | MDB     | 15.729  |            | Passo Fundo          | Rio Grande do Sul  |
| Ivo Sprandel                | MDB     | 15.566  |            | Santo Augusto        | Rio Grande do Sul  |
| José Sanfelice Neto         | MDB     | 15.493  |            | Esteio               | Rio Grande do Sul  |
| Romeu Scheibe               | ARENA   | 15.349  |            | Lajeado              | Rio Grande do Sul  |
| Silverius Kist              | ARENA   | 15.232  |            | Santa Cruz do Sul    | Rio Grande do Sul  |
| Elizio Telli                | ARENA   | 15.034  |            | Santo Ângelo         | Rio Grande do Sul  |
| Moisés Velasques            | MDB     | 14.991  |            | Pinheiro Machado     | Rio Grande do Sul  |
| João Brusa Neto             | MDB     | 14.859  |            | Caxias do Sul        | Rio Grande do Sul  |
| Ariosto Jaeger              | ARENA   | 14.743  |            | Porto Xavier         | Rio Grande do Sul  |
| Adolfo Puggina              | ARENA   | 14.295  |            | Rio Grande           | Rio Grande do Sul  |
| Otávio Germano              | ARENA   | 14.222  |            | Cachoeira do Sul     | Rio Grande do Sul  |
| Waldir Antônio Lopes        | MDB     | 14.154  |            | Porto Alegre         | Rio Grande do Sul  |
| Lidovino Fanton             | MDB     | 14.146  |            | Farroupilha          | Rio Grande do Sul  |
| Nolly Joner                 | MDB     | 13.941  |            | Barra do Ribeiro     | Rio Grande do Sul  |
| Oscar Westendorff           | ARENA   | 13.835  |            | São Lourenço do Sul  | Rio Grande do Sul  |
| Rubem Machado Lang          | MDB     | 13.534  |            | Sapiranga            | Rio Grande do Sul  |
| Carlos Santos               | MDB     | 13.365  |            | Rio Grande           | Rio Grande do Sul  |
| Lauro Hagemann              | MDB     | 13.353  |            | Santa Cruz do Sul    | Rio Grande do Sul  |
| Mozart Bianchi Rocha        | MDB     | 12.762  |            | Santa Rosa           | Rio Grande do Sul  |
| Júlio Brunelli              | ARENA   | 12.666  |            | Porto Alegre         | Rio Grande do Sul  |
| Suely Gomes de Oliveira     | MDB     | 12.521  |            | Osório               | Rio Grande do Sul  |
| Rubem Scheid                | ARENA   | 12.425  |            | Serafina Corrêa      | Rio Grande do Sul  |
| Martins Avelino Santini     | ARENA   | 12.372  |            | Novo Hamburgo        | Rio Grande do Sul  |
| Victor Faccioni             | ARENA   | 12.301  |            | Caxias do Sul        | Rio Grande do Sul  |
| José Pederzolli Sobrinho    | ARENA   | 12.298  |            | Rosário do Sul       | Rio Grande do Sul  |
| Plínio Pereira Dutra        | MDB     | 12.038  |            | São Borja            | Rio Grande do Sul  |
| Pedro Gomes Nunes           | MDB     | 12.030  |            | Farroupilha          | Rio Grande do Sul  |
| Flávio Ramos                | MDB     | 11.668  |            | Fontoura Xavier      | Rio Grande do Sul  |
| Ayrton Barnasque            | MDB     | 11.527  |            | Cachoeira do Sul     | Rio Grande do Sul  |
| Otávio Cardoso              | ARENA   | 11.521  |            | Cachoeira do Sul     | Rio Grande do Sul  |
| Lino Augustinho Zardo       | MDB     | 11.516  |            | Nova Prata           | Rio Grande do Sul  |
| Osmany Martins Veras        | MDB     | 11.497  |            | Osório               | Rio Grande do Sul  |
| Osvaldo Barlem              | MDB     | 11.234  |            | Porto Alegre         | Rio Grande do Sul  |
| Alcides Costa               | MDB     | 11.134  |            | Palmares do Sul      | Rio Grande do Sul  |
| Aristides Bertuol           | MDB     | 11.010  |            | Bento Gonçalves      | Rio Grande do Sul  |
| Hugo Mardini                | ARENA   | 10.819  |            | Porto Alegre         | Rio Grande do Sul  |
| Darcilo Giacomazzi          | MDB     | 10.346  |            | Erechim              | Rio Grande do Sul  |
| Renato Souza                | MDB     | 10.304  |            | Alegrete             | Rio Grande do Sul  |
| Rosa Flores                 | MDB     | 10.278  |            | Montenegro           | Rio Grande do Sul  |
| Antônio Setembrino Mesquita | ARENA   | 9.971   |            | Arroio do Meio       | Rio Grande do Sul  |
| Urbano Alves de Moraes      | ARENA   | 9.922   |            | São Pedro do Sul     | Rio Grande do Sul  |
| Walter Müller               | ARENA   | 9.763   |            | Venâncio Aires       | Rio Grande do Sul  |